# Nonce criptografic

Comunicare tipică client-server în timpul unui proces de autentificare bazat pe nonce, incluzând atât un nonce de server, cât și un nonce de client

În criptografie, un nonce este un număr arbitrar (aleatoriu) care poate fi utilizat o singură dată în cadrul unei comunicări criptografice. Nonce-ul este deseori un număr aleatoriu sau pseudo-aleatoriu⁠(en)[traduceți] emis într-un protocol de autentificare pentru ca să se asigure că fiecare sesiune de comunicare este unică și, prin urmare, că vechile comunicări nu pot fi reutilizate în atacuri de reluare⁠(en)[traduceți] (replay attack). Nonce-urile pot fi utile drept vectori de inițializare și în funcțiile hash criptografice.